# Лежнёв, Сергей Валентинович
Сергей Валентинович Лежнёв (12 октября 1962 — 2 мая 1987) — ветеран войны в Афганистане. Лейтенант (с 1986). Командовал 173 отрядом 40-й общевойсковой армии Войск СССР. Погиб в бою 2 мая 1987 года. Посмертно награждён Орденом Красного Знамени.

## Биография
По информации из книги Сергея Баленко «Афганистан. Честь имею!» ранние годы Сергея Лежнёва мало чем отличались от биографий его ровесников.
Родился в поселке Фрунзевка Фрунзовского района Одесской области УССР.
Переехал с родителями в город Волжский Волгоградской области, где продолжил проходить службу его отец. Учился в средней школе № 27.
Окончил Рязанское Воздушно-десантное училище. Службу в Вооружённых Силах СССР начал в 1980 году. Писал рапорты с просьбой направить его в Афганистан. 
В декабре 1985 года его просьбу удовлетворили и он попал в Афганистан, где служил в районе города Кандагар. Принимал участие в 80 боевых операций. В том числе — в уничтожении укреплённого пункта моджахедов к востоку от Кандагара. Был награжден орденом «Красной Звезды». В апреле 1986 года его разведотряд попал в засаду и лейтенант Лежнёв получил контузию.
Зная восточные языки, внедрялся к моджахедам.
2 мая 1987 года, во время выполнения боевого задания, в 35 километрах северо-восточнее Кандагара, Лежнев со своей разведгруппой попал в засаду. Был тяжело ранен, но несмотря на это продолжал командовать подразделением. Отряду удалось отразить нападение противника, но в ходе боя гвардии старший лейтенант Сергей Лежнев погиб.
Посмертно награждён орденом Красного Знамени. Похоронен в г. Волжском Волгоградской области.
5 декабря 2019 года именем Сергея Лежнева назвали школу № 27 г. Волжского, а на ее здании открыли его мемориальную доску.